# Резанов, Евсевий Дмитриевич
Евсевий (Евсей, Овсей) Дмитриевич Резанов (Рязанов) — русский воевода Смутного времени.
В 1608 году царь Василий Шуйский отправил в Новгород своего племянника князя Михаила Скопина-Шуйского вести переговоры со шведами о заключении договора против поляков и о присылке на помощь наёмного шведского войска. Между тем тушинцы послали против него отряд запорожцев под начальством Яна Кернозицкого, который на пути к Москве занял города Торжок и Тверь. Скопин-Шуйский, видя, что Кернозицкий преградил путь, хотел отправить отряд, но это ему не удалось, и Кернозицкий подступил к Новгороду. Скопин-Шуйский находился в затруднительном положении. В это время неожиданно для него стали прибывать отдельные отряды, спешившие на выручку к Новгороду: так, из Тихвина с отрядом пришёл воевода Степан Горихвостов, а несколько позже — Евсевий Резанов, набравший отряд в Заонежских погостах, и Кернозицкий отступил. Север России, так называемые поморские города, поддерживали Шуйского, и там образовывались отряды, действовавшие против тушинцев. Александр Лисовский, находившийся в то время на службе у Лжедмитрия II стал в Галичском уезде, готовясь дать бой. Но Владимирский уезд от тушинцев отпал, а с ним и другие города. Отряды поморских городов, стоявшие в Тотьме и Вологде, двинулись за ушедшими тушинцами и Лисовским, сначала на Кострому, а оттуда на Ярославль. В то время, как Лисовский со своим отрядом (лисовчиками) двинулся к Суздалю, поморцы настигли тушинцев у Ярославля и разбили их наголову. Скопин-Шуйский, желая послать помощь поморянам, отправил отряды под начальством Григория Бороздина, Никиты Вышеславцева и Евсевия Резанова. Но отряды не подоспели вовремя на Вологду.
В том же 1609 году, приблизительно в апреле, Резанов сделался осадным воеводой в Ярославле при двух городовых воеводах — Силе Гагарине и Никите Вышеславцеве, участвовал в обороне Ярославля от интервентов. В 1613 году Евсевий Резанов находился в посольстве с новгородскими послами в Швецию, откуда они привезли в Новгород грамоту Густава II Адольфа.